# Episodi di Candice Renoir (decima stagione)
La decima e ultima stagione della serie televisiva Candice Renoir è stata trasmessa in Francia in prima visione assoluta su France 2 dal 20 maggio al 10 giugno 2022. 
In Italia, la stagione è stata pubblicata sulla piattaforma di streaming Disney+ il 14 settembre 2022. In chiaro, è stata trasmessa in prima visione su Rai 2 in modo discontinuo dal 4 al 24 settembre 2023. I primi tre episodi sono andati in onda di pomeriggio dal 4 al 6 settembre; i restanti tre rispettivamente domenica 10 in fascia pomeridiana, giovedì 14 in seconda serata e nuovamente domenica 24, sempre in fascia pomeridiana.
| nº | Titolo originale                              | Titolo italiano                    | Prima TV Francia | Pubblicazione Italia |
| -- | --------------------------------------------- | ---------------------------------- | ---------------- | -------------------- |
| 1  | Un seul être vous manque et tout est dépeuplé | Commissario per sempre             | 20 maggio 2022   | 14 settembre 2022    |
| 2  | Le mal porte le repentir en croupe            | Il peso del pentimento             | 20 maggio 2022   | 14 settembre 2022    |
| 3  | On n’est jamais mieux trahi que par les siens | La bugia imita la verità           | 27 maggio 2022   | 14 settembre 2022    |
| 4  | Tout ce qui brille n’est pas d’or             | Non è tutto oro quello che luccica | 27 maggio 2022   | 14 settembre 2022    |
| 5  | On ne tue jamais par amour                    | Non si uccide per amore            | 3 giugno 2022    | 14 settembre 2022    |
| 6  | Pour vanter un beau jour, attends sa fin      | Un indimenticabile ultimo giorno   | 10 giugno 2022   | 14 settembre 2022    |